# Doriones Saddle
Der Doriones Saddle (englisch; bulgarisch седловина Дорионес sedlowina Doriones) ist ein 900 m hoher und vereister Bergsattel auf der Brabant-Insel im Palmer-Archipel westlich der Antarktischen Halbinsel. Er verbindet 0,73 km westsüdwestlich des Opizo Peak, 10,8 km nordöstlich des Mount Parry und 6,85 km südöstlich des Blesna Peak das Taran-Plateau im Osten mit den Stribog Mountains im Westen. Er ist Teil der Wasserscheide zwischen dem Laënnec-Gletscher im Norden und dem Swetowratschene-Gletschers im Süden.
Britische Wissenschaftler kartierten ihn 1980 und 2008. Die bulgarische Kommission für Antarktische Geographische Namen benannte ihn 2015 nach dem Römerlager Doriones im Westen Bulgariens.